# LTE Advanced Pro
LTE Advanced Pro (LTE-A Pro, a volte denominato anche 4.5G, 4.5G Pro, 4.9G, Pre-5G, 5G Project) è il nome dello standard 3GPP Release 13 e 14. Rappresenta lo standard di telefonia mobile di generazione successiva a LTE Advanced (LTE-A). Consente di raggiungere una velocità di trasferimento dati di picco a 3 Gb/s tramite carrier aggregation di 32 portanti. Introduce inoltre il concetto di License Assisted Access, che consente di condividere sia lo spettro senza licenza ("unlicensed") che con licenza ("licensed").
In più, incorpora una serie di nuove tecnologie associate al 5G, come la modulazione 256-QAM, Massive MIMO, LTE-Unlicensed e LTE IoT, che consentono di far evolvere le reti esistenti verso lo standard 5G.